# 英国宪法
英国宪法（英語：Constitution of the United Kingdom）是规范英国政治体制规则的统称，並不是单一的成文法律文件，而是通过制定法、判例、政治惯例和社会共识而形成的一系列原则的不成文憲法。
1215年《大宪章》形成法律面前人人平等的原则和议会的原则。1688年光榮革命议会将信奉天主教的詹姆斯二世国王驱逐，建立了議會主權原则（也称为议会至上）為现代宪法的雏形。
英国人民通过不断的几百年的抗争和努力，1928年改革法令使得每个成年公民都有平等的投票权，终于使英国正式进入民主社会。
英国在1972年加入欧洲共同体到2020年正式脱离欧洲联盟之間，议会主权部分上交欧洲议会，欧盟法的地位高於國內法。
1997年，英国开始权力下放，英国宪法从一个单一制宪法向联邦制宪法转化。1998年人权法令，把欧洲人权公约正式纳入了英国宪法框架。2005年宪法改革法令，新設立了最高法院，把终审权从上議院剥离，同时剥离了政府任命的大法官的大部分司法职能。
英国宪法，通过几百年来的不断的改革、抗争和进化，形成了議會主權、法治、權力分立、君主特權，宪法习惯和宪法制定法，六大基本原则，体现了人权、民主、自由、平等這些现代民主宪法的最基本的要求。

## 基本原则

### 议会主权

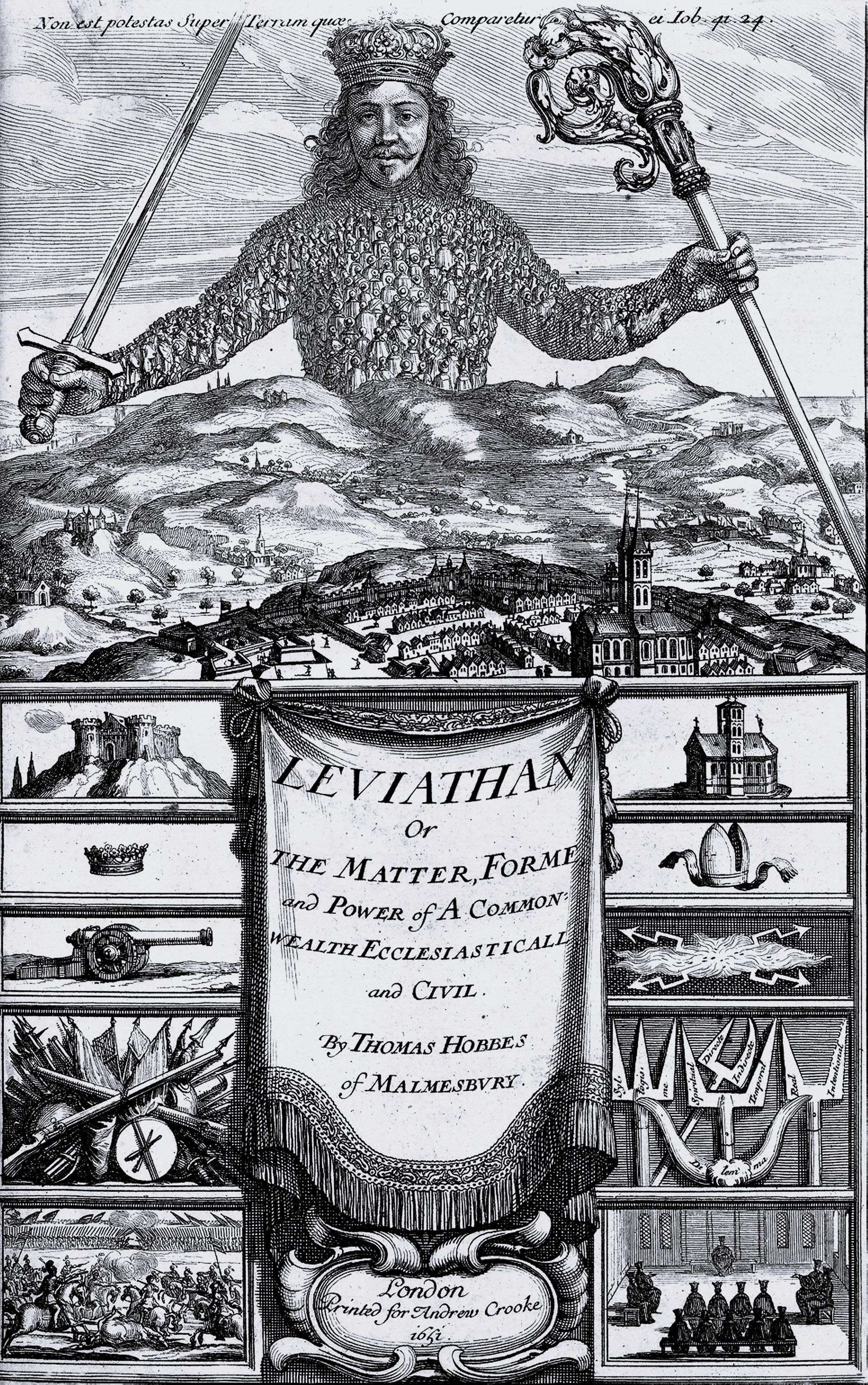
托马斯·赫伯斯的议会主权巨人

议会主权，又叫议会至上，是英国宪法中处于中心的元素。在一个有成文宪法的国家，宪法是最高的权力来源，并由宪法法院进行解释；而没有成文宪法的英国，理论上，最高的权力来源是议会，议会的产生的法律是最高形式的法律。
在英国宪法中，议会主权和政治主权不同的，议会主权是指立法主权，拥有者是议会。而政治主权的拥有者是人民，这两种主权是关联的。立法主权由政治主权产生，如果政治主权对立法主权不满，可以推翻立法主权。

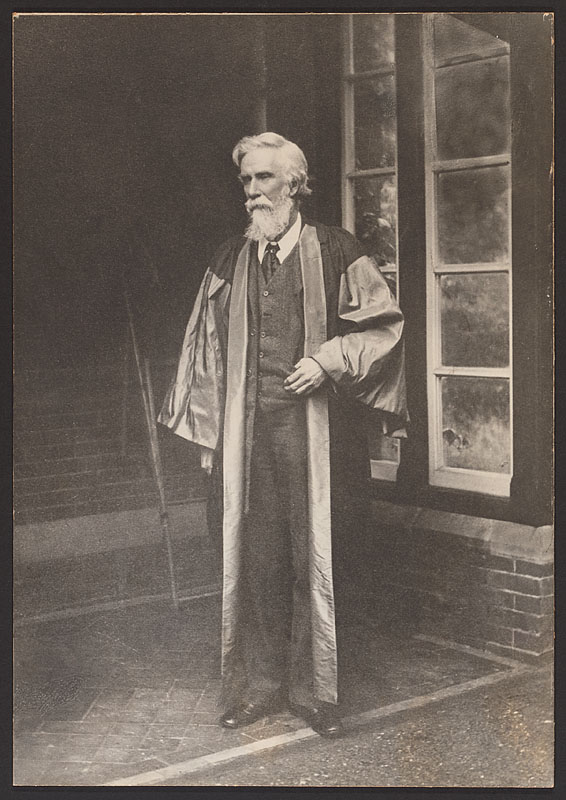
戴雪

英国十九世纪宪法学者戴雪对议会主权解释为：第一，议会可以随心所欲的立法和撤法，内容上不受限制。第二，法院，不能质疑议会法令的合法性。所以，理论上英国议会是英国最高的权力来源，无法被挑战，其通过的宪法性法律文件，理论上司法和行政机关都无法改变。议会可以自己采取手段来“陷入”宪法性文件，可以一定程度上保护其不被后续的议会所修改或者移除。“陷入”有程序陷入和内容陷入两种方式，程序陷入是指要求后续的议会必须以一定的程序来修改宪法性文件，比如需要70%的支持率，需要公投等等，来防止被后续议会以简单多数修改。其内容陷入是指以宪法习惯方式让议会不能限制某些方面的立法，比如人权。
绝对的议会主权的理论不断被挑战，最重要的挑战是法治对议会主权的限制，2005年的Jackson案中，法官明确提出了议会主权不是绝对权力的观点。在实践中，特殊情况下，法院可以修正议会主权原则，使之不与英国宪法的其他基本原则相冲突。同时，议会主权又受到来自权力下放，欧洲联盟法，国际条约和人权保护的挑战。但是，无论议会主权如何被挑战，都将始终处于英国宪法中心位置。

### 法治
在英国宪法中，法治没有直接的定义，宪法性成文法中，只有在2005年宪法改革法令中对英国宪法中的法治有一个简单的确定，并没有直接定义。英国法治理论至今在讨论中不断的进化，但是，法治原则在英国宪法中已经十分强大，甚至在特殊情况下法院可以否决议会主权下通过的法律，但是无论两者如何冲突，议会主权始终是英国宪法的核心。
由于英国的不成典宪法，没有一个最高的宪法法院可以解释宪法，英国的三权分立也不完美，所以法治是对议会主权进行限制的一个重要制度。
英国的法治，诞生于中世纪对君主绝对权力的对抗。法治的最基本的理解是：社会每个成员都受到法律约束，政府行为必须得到法律授权。也就是说，政府，议会和一切立法执法机构，都必须受到法律约束。这种最基本的法治（Minimal Rule of law）的观念，这种基本法治观点放到现代现实环境中，在不考虑到实际的情况下，很难顺利运行。
法治的定义根据内容，被学者们分为两种，一种是法治的形式定义（Formal Conception），这种理论强调立法的过程，形式，执行和执行对象，不强调法律的内容，不强调法律是否道德，不强调是否保护人权。与之相反的理论被称为法律的实质定义（Substantive Conception）。现代英国宪法中的法治，是实质定义和形式定义的混合体。
英国十九世纪宪法学者戴雪是法治形式定义的支持者，戴雪基于判例法，认为：1，没人能被合法剥夺身体和财产权，2，除非有清楚的违法行为。3，是否有违法行为，必须由法院在法律思维下决定。，戴雪的三段论，由于不考虑道德等实质因素，现在已经被认为完全过时，2005年，被英国法官在Jackson中直接否决。
根据戴雪的理论，立法和使用法律程序正确，并且法律被公平的使用到社会每一个成员身上，都是法治。而不需要强调法律的实质内容，比如，假设某国立法规定每一个有出生缺陷的婴儿都应该被处死，并且平等的使用到每个社会成员身上，根据戴西的理论，就应该是法治的。也就是说，法律不需要合理的目标，不需要考虑到人权，不需要考虑到道德。关于英国法治采取形式定义还是实质定义，虽然在英国被长期的讨论，但是类似戴西的純粹的形式法治理论被大部分人否决。现代英国宪法中的法治理论中，实质论是已经拥有了举足轻重的作用。

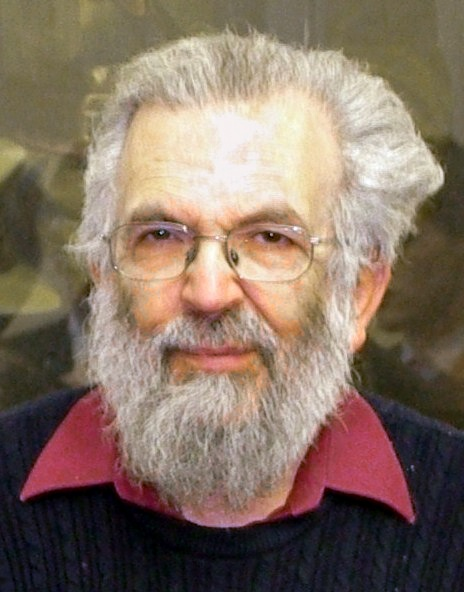
约瑟夫·拉兹

约瑟夫·拉兹教授自认为是法治形式定义的代表之一。 拉兹教授提出：法治只是一个法律系统的美德之一，任何法律系统，都可以做到程序上的法治。但是，拉兹并没有否定实质概念，他认为，民主，人权，平等等其他道德因素是法律系统等其他美德，只有这些美德同时存在，才会有一个好的法律系统

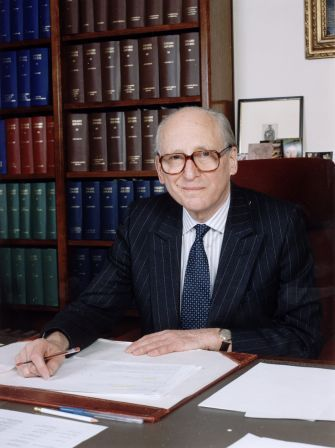
汤姆·宾干

汤姆·宾干，是英国大法官之一，他根据他的实践经验，提出了他的法治观点，在肯定了法治的形式定义的同时，加入了国际法和人权的实质内容。但是他的实质内容，必须依靠外部的标准来执行，所以还是被认为一个形式定义理论。。
純粹的法治的实质定义在现实中实现有一定的困难，实质定义的本质是强调法治的道德因素，要求法律本身必须是良法而不是恶法。这里‘良’和‘恶’本身是个政治议题，很难定义。自然法宪法学家罗纳德·德沃金在法治的实质定义和形式定义的理论以外，提出了法治的权力定义（rights conception）。和法典定义（rule-book conception）。他提出，公民的道德权利和政治权力被法律所认定，当法律有效，个人就可以通过法院或者其他相识机构来执行。其次，他认为，法治不是关于法律的内容，而是强调政府不能针对个人行使权力，除非这些权力已经存在于法律中，而且是针对所有的人。另外一个自然法学者，隆.福勒认为，法律需要1，普遍，2，公开，3，未来，4清楚，5，不矛盾，6，合适，7，稳定，8，全等。如果缺乏某项特征，就不是法律。 福勒认为，这八点是德治和法治的交集。这些特点的法律，一般都会是良法而不是恶法。立法的过程决定了立法的内容，好的内容就能完善法治基础之一的实质正义，自然法学者认为，道德和法治是有交集的，他们认为，法律必须是道德的，法律的道德要求，使用程序就可以很容易解决，而不用使用外界的道德判断。
现在的英国宪法中的法治，是法治形式定义和实质定义的综合体。英国的主体是形式定义，但又有相当重要的实质内容，比如人权和国际条约的要求。现在普遍认为，如果法治中没有这些实质内容，不然就不能被认为只法治。

### 权力分立

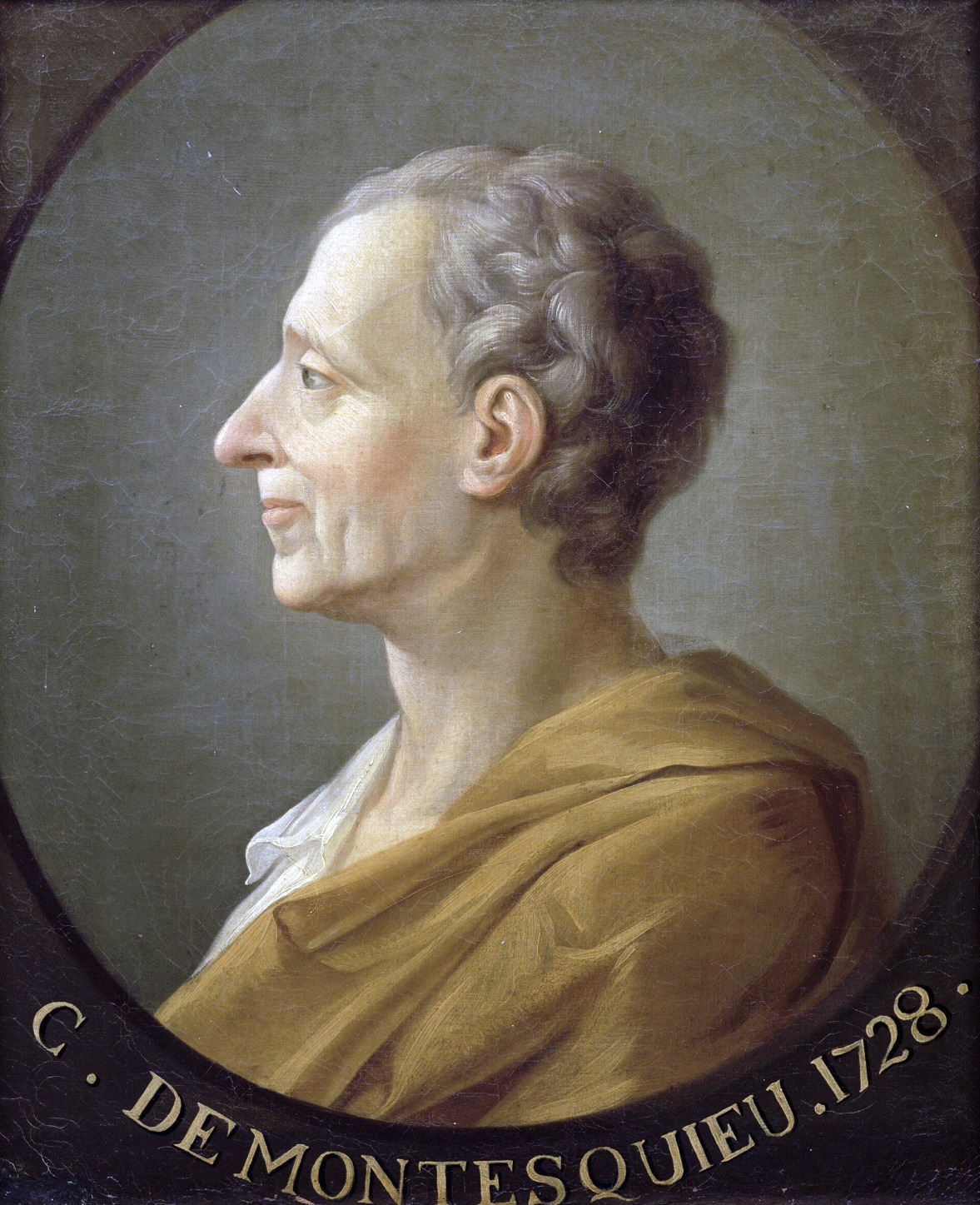
法国哲学家孟德斯鸠

英国宪法受法国哲学家孟德斯鸠的影响，采用了「权力必须被权力所制约」的原则，把统治权分为立法，行政，和司法三个部门，又被称为三权分立。但是，英国宪法又不是一个完美的三权分立。例如，行政部门的首领：首相，又是议会下议院议员。所以，宪法惯例和法治，成为了监督权力分割，防止出现少数人暴政的重要手段。

### 宪法惯例
宪政惯例也是组成英国不成文宪法的一个重要部分。戴西认为，宪法惯例和法律的区别就是能否被法院来执行。宪法惯例不具有法律的强制性也不是法律条文，而是一系列长时间以来一直履行的，通过实践所得到的传统和习惯，宪法惯例是一个道德的范畴。英国宪法中，宪法惯例非常重要，它是宪法各项原则和角色的粘合剂，也是议会主权的一个限制因素，比如，议会必须遵守民主原则，不能暴政的宪法惯例。
英国宪法中有很多惯例，比如：君主必须颁布通过两院批准的法案。首相需要在议会例行的“首相答问”中出现。议会上院不能反对二读或三读中含有执政党竞选宣言的法案（梳士巴利慣例）。如果没有得到苏格兰议会许可，英国议会不能就下放苏格兰议会的权力立法。君主必须指定众议院中最可能够驾驭议会多数的人为首相。首相必须是下议院议员。等等。

### 宪法性制定法
宪法性制定法，即通过英国议会立法程序，即下议院，上议院通过，由君主颁布生效，具备宪法性质的成文法。
根据议会主权原则，议会通过的法律都应该具备平等的最高的法律地位，且后续议会可以任意修改前议会的制定法。但是某些制定法，是通过一定的形式和实质程序，或者宪法惯例，被“陷入”，而不能被后续议会以简单多数修改，并且发挥宪法性的作用，这类的议会制定法，被称为宪法性制定法。
部分重要的宪法性制定法包括：
1911年，1949年议会法令：限制上议院权力。
1972年欧共体法（已废除）：加入欧洲共同体
1998年人权法令：把欧洲人权公约引入英国宪法
1998年苏格兰法令：成立苏格兰政府和议会
1998年威尔士法令：成立威尔士政府和议会
1998年北爱尔兰法令：成立北爱尔兰政府和议会
2005年宪法改革法令：成立最高法院
2011年定期国会法令（已废除）：规范国会的选举、解散细则
2018年欧盟（退出）法令、2020年歐盟（退出協議）法令：退出欧盟
2022年国会解散与召集法令：废除2011年定期国会法令，恢复首相提请英王解散并召集议会的特权，并规定解散国会的特权不可被法院复核

### 君主特权
君主特权，是历史遗留下来的君主拥有的权力，起初，这些特权是君主独享的。当今，根据宪法惯例，这些特权由政府直接行使。议会可以使用制定法来缩小和解除君主特权。
君主特权非常有限，而且不允许被扩大，现在的君主特权主要有：和外国订立条约，颁发和吊销护照，制定和开除政府部长，等等，君主特权是英国宪法中最微弱的原则。

## 宪法对行政权的限制
权力分割的宪法原则，要求行政，司法，和立法机构相互制约和平衡，行政机关不能拥有绝对的权力。

### 行政权

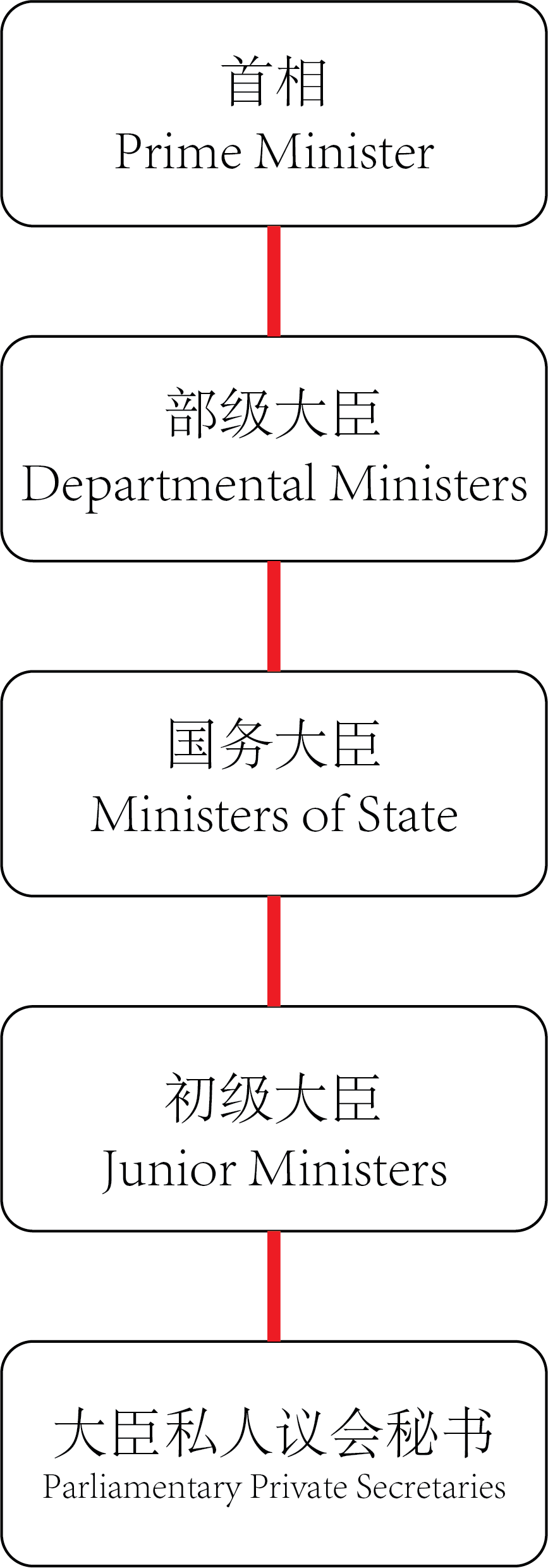
英国政府大臣等级

英国政府的行政权由君主的大臣，或者以大臣的名义执行。大臣必须是下议院或者上议员担任，由首相提名君主任命。大臣分为五个等级。
第一级：首相（兼第一財政大臣）。
第二级：部级大臣。部级大臣又被称为国务秘书，都是内阁成员，部级大臣中最重要的三个职位为，財政大臣（第二財政大臣）、內政大臣、外交大臣。
第三级：国务大臣。每个政府部门都会有一定的国务大臣，国务大臣很少是内阁成员。
第四级：初级大臣。又被称为议会秘书，或者下级议会秘书。
第五级：大臣议会私人秘书。这类秘书往往不被称为大臣，只是上级大臣在议会中的‘耳目’。
内阁由大约20名大臣组成，由首相动用君主特权指定，理论上内阁大臣在内阁会议上拥有相等的投票权。

### 下议院
下議院由简单多数制产生，这种制度下，候选人可以以简单多数当选。这种制度的优势是可以产生一个稳定的政府，一个不受欢迎的政府也比较容易下台。对选民来说，这种方式也相对简单。
英国宪法系统一般与责任政府相联系，责任政府的核心就是政府决策需要对公众负责和接受其监督，这种监督是多种多样的，可以是对政府行为的影响，也可以是废除不受欢迎的政府。政府必须向大众公开决策的过程。在英国，政府須對选举产生的议会下院負責。所以，英国下议院不仅仅是立法机关，而且是对英国政府及监督机关。
在英國议会下议院對行政权进行监督的主要核心力量為反对党，並通过提问，辩论，和委员会的方式进行。
下议院向政府大臣的提问可以是口头的，也可以是书面的，但是必须是和政府行政相关的。
议会中口头提问时间每天持续约一个小时，星期一到星期四。每天议员们总共可以向大臣们提出150个问题，但是每天大臣们只会回应不到24个问题。提问的议员也可以是本党议员。
如果议员不想直接口头向大臣提问，也可以书面提问，据统计，每届议会总共大概会提出40,000个书面问题。
每周星期三下午，首相本人会在议会中接受议员提问30分钟。
每年大约有20天时间，议会可以对政府政策进行提问，同时进行辩论，这被称为议会基础动议（Motions on the floor of the House），辩论期间，大臣们会向议会和大众进行解释其政策。
议员们可以在星期一至星期四向议长申请24号命令召开紧急辩论（emergency debates）。
议员可以向议长申请关门辩论（adjournment debates）,这种辩论每天30分钟，结果也不会交与下议院通过。
议员可以向议会提出早期动议（Early day montions）,这种动议不限次数，不限主题，但是这类动议的一小部分才会被议会辩论。
另外，议会可以成立委员会来对行政机关政策进行深度斟酌，委员会一般由10-15位下议员或者上议员构成，委员会分为四类：部门选择委员会（Department Select Committees），一般委员会（general committees）, 大委员会（grand committees）,和联合委员会（Joint Committees）。
政党的党员，在法律上没有对政党进行效忠的义务，党鞭制度被用来维持党内合作，取得政党领袖需要的多数票。每项政党政策都会被贴上一条，两条，或者三条党鞭的标签。如果反对党内贴有三条党鞭的政策，往往会被‘移除党鞭’，即开除党籍。

### 上议院

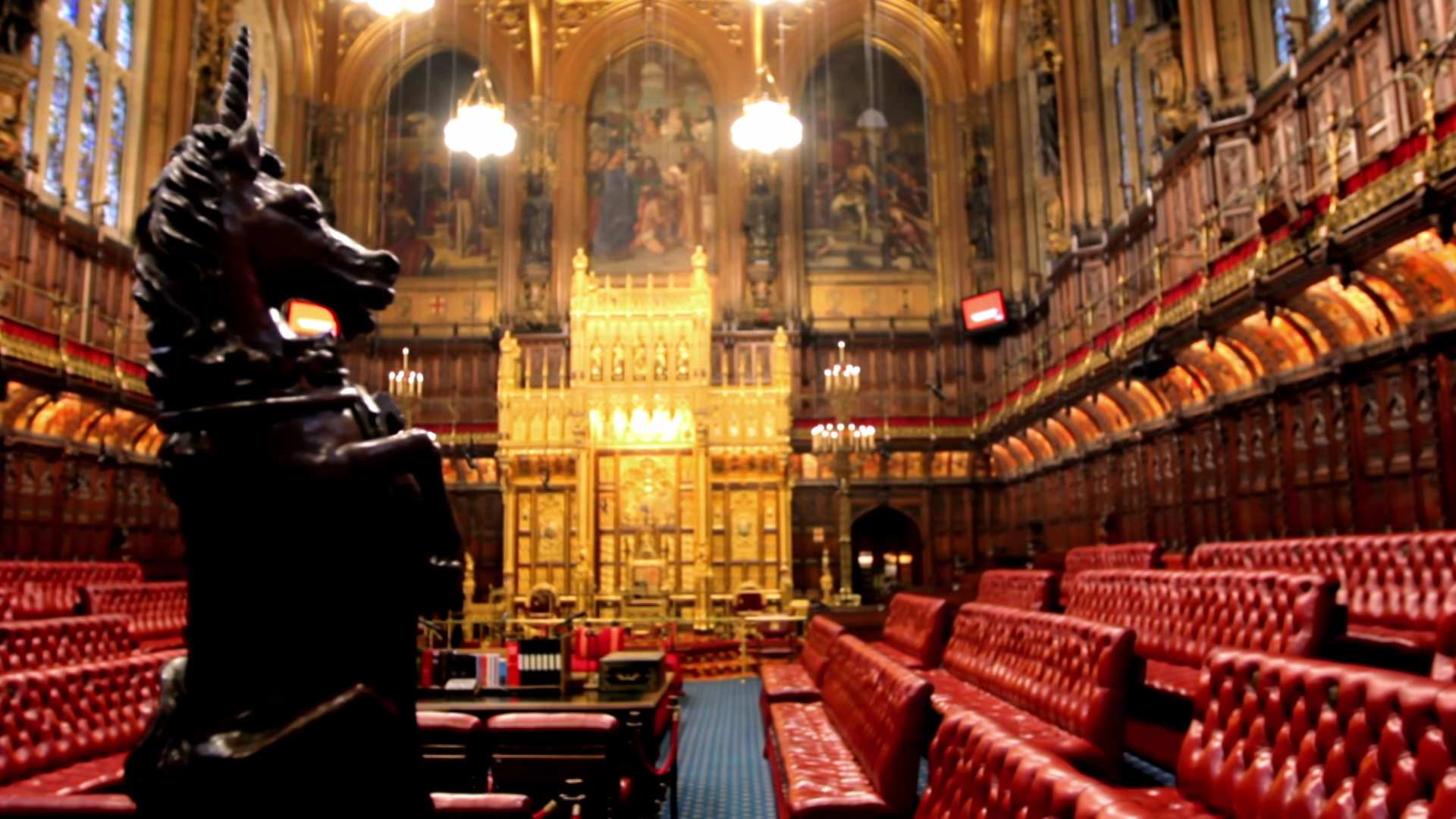
上议院会堂

上议院不是經由选举产生，而是由政府指定的非世袭贵族（life peers），世袭贵族（hereditary peers）,和主教（Archbishops, and bishops）构成。
历史上上议院曾经擁有巨大的权力，但是，现代民選的下議院優於上議院，根据1911年和1949年议会法令，若下议院不同意上议院修改的议案，上議院無權否決，只能將其擱置一年。但是，由于上议院多由专业人士和社会贤达构成，被认为更专业和更能提出合理的建议。其也承担一定的监督行政机关的作用。

### 司法机关

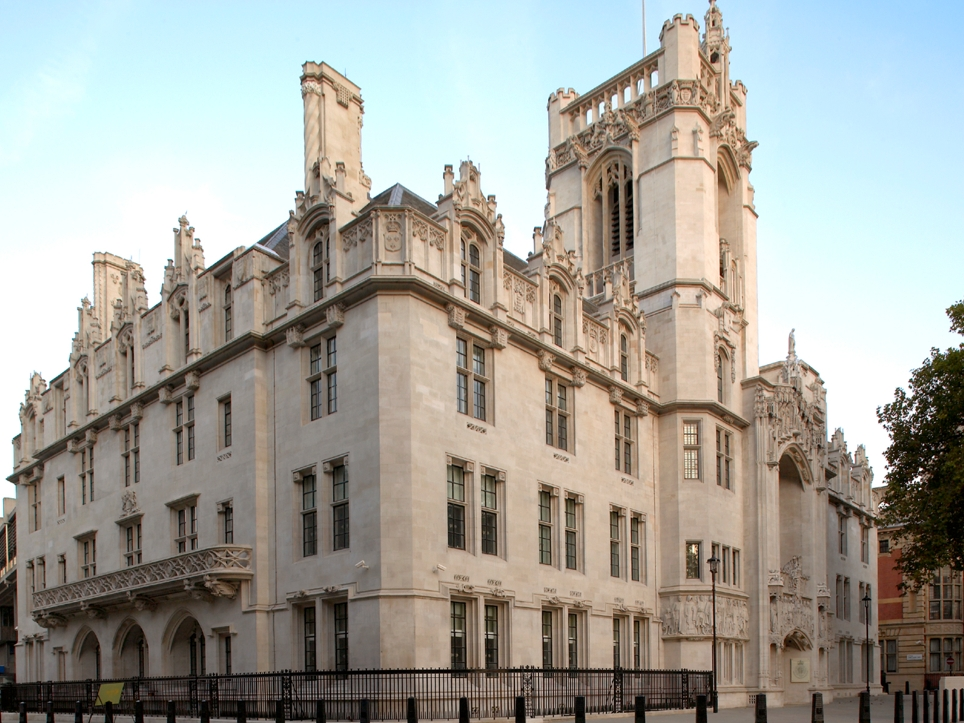
英国最高法院

司法机关主要透過司法复核来对行政机关进行监督。
司法覆核(或違憲審查)是指司法机关經由审查行政机关的决定，已确定行政机关根据法律和习惯法赋予的权力行政。在英国，司法复议是行政法的主要手段。
由于没有成文的最高的宪法性文件来约束政府的行为，这就意味着英国没有一部最高的法典和最高的宪法法院可以保障基本的价值，个人权力和社会利益。所以，司法监督在英国宪法体制中发挥了极为重要的用途。2005年宪法改革法令将最高审判权从议会上院剥离，成立了最高法院，并且将政府司法部长的司法功能去除。使英国司法更加独立。这种以不以成文法形式来定义法治的目的之一，就是让司法机关可以自由运用适当的不同的法治理论来裁判不同的案件。这种自由，是普通法系国家的一贯传统，也成为了对议会的一种牵制手段，因此，这又让法治和议会主权原则产生了冲突。
英国司法覆核的重点，逐步从复议政府行政程序，扩大到了对个人权利的保障，和法律的合法性的监督，开始具备了一定的宪法功能。传统上，英国宪法和行政法没有交集：因此宪法只能规定行政机关及行政法解释规范的权限。 但是近二十年来，法院开始对法律的合法性和行政机关行为的合法性进行审查，并不是只有简单的审查行政机关权限並进行解释。这是因为随着民主程度的进步，对人权的逐渐重视和对传统的程序主义的法治理念的检讨，社会对“正義”的要求从简单的程序正义转向一定的实质正义。宪法理论上，传统的政治宪法论也和法律宪法论不断的讨论和冲突。使法治和议会主权两大宪法原则也产生了矛盾和冲突，促使了司法覆核的不断进步。
司法覆核对行政机关的行政行为可以由下列方向管辖：1，非法（illegality）。2，不合理（Irrationality）。3，不对称 (Proportionality)。4，程序不当（Improriety）。5,合理预期（Legitimate Expections）。6，人权（human rights）。

## 宪法面临的挑战

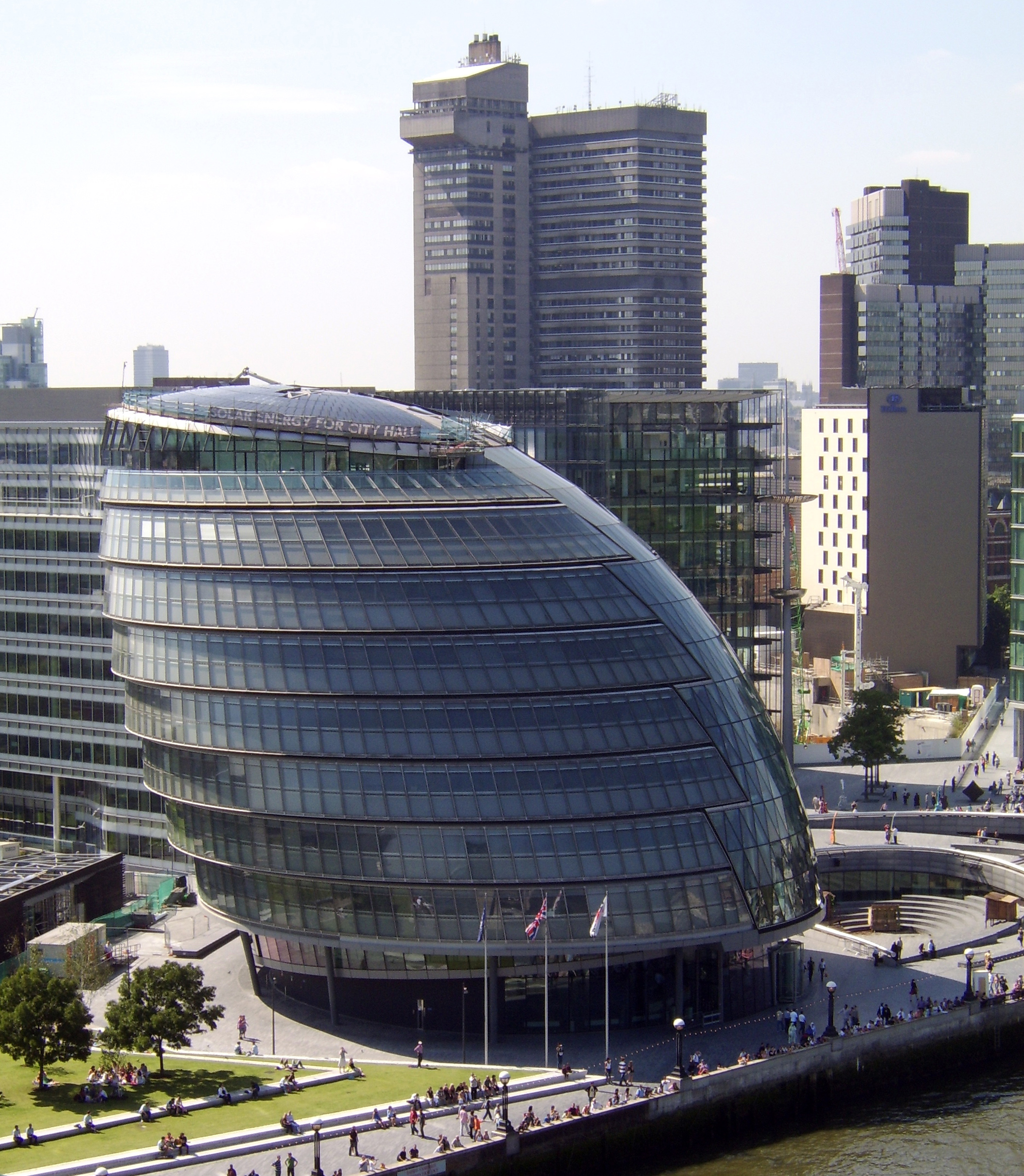
伦敦市政厅

英国宪法的议会主权，决定了英国政府是一个单一制的政府。作为一个单一制国家，英国理论上只拥有一个中央政府以及位于中央政府之下没有宪法权力的、並依附中央政府的地方政府。但是，1990年代以后，英国权力开始去中心化，议会主权受到了地理权力分散、权力下放和欧盟法、人权法的挑战，而产生了除地方政府以外的权力下放政府，同时一部分政府权力也被移交给了欧盟。

### 中央政府去中心化
根据议会主权的原理，英国地方政府没有宪法地位，依附于中央政府存在。二战过后，出现了中央下放一定权力给地方的宪法惯例，但是1975年过后，又被收紧，现在英国地方政府存在的基础是两个没有宪法地位的制定法：2000年地方政府法和2001年地方化法。，所以，又有观点认为英国的地方民主制度是不完善的。
地方政府有權徵税和提供公共服务的义务，履行一定的管理权和立法权。地方政府提供的公共服务需要朝私营经济前進，而地方政府只允许参与比私营经济更有竞争力的公共服务。履行比如办法执照权等管理职能，还有依据议会法令进行一些地方立法。
当前，英国地方政府结构有一级，或者两级的政府，地方政府的按结构可被分为五类：
1. 郡议会
2. 地区议会
3. 单一制地方政府
4. 大都会地方政府
5. 伦敦自治镇[28]

### 权力下放

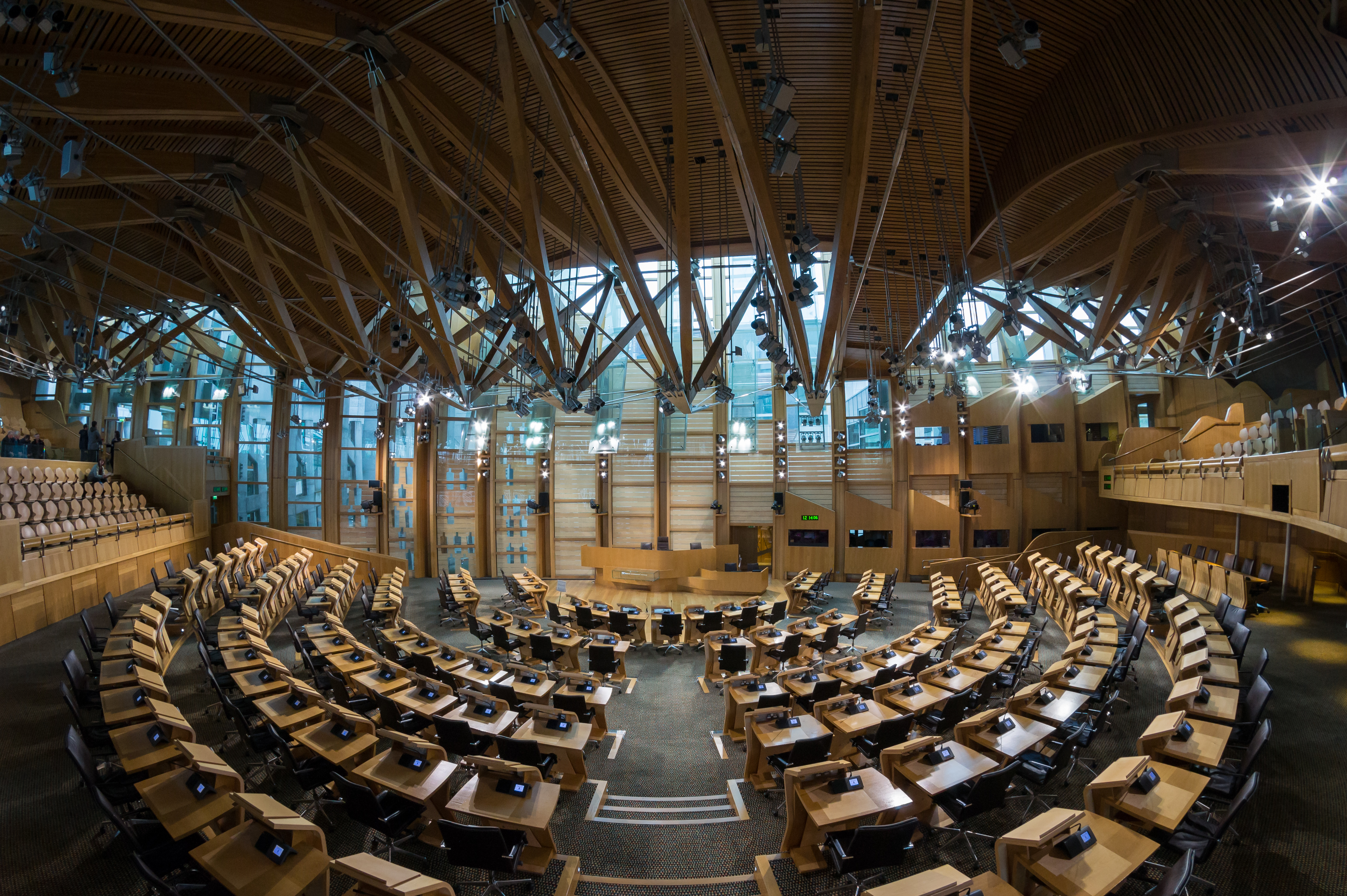
苏格兰议会

1998以后，英国高度权力集中的议会开始下放权力到苏格兰、北爱尔兰和威尔士地方议会，成立了苏格兰、北爱尔兰和威尔士政府。权力下放分有两种形式：
1. 权力赋予模式：中央政府决定下放给地方政府的权力，地方政府根据下放权力立法。
2. 权力保留模式：中央政府设定一部分领域地方政府不能立法，其他领域全面开放。

### 欧洲联盟
欧洲联盟创造了一个超国家政府，而欧盟法的地位高于国内法，英国的议会必须移交部分权力到欧洲议会。英国宪法的议会主权原理又一次受到挑战。 英国脱欧以后，还会经历一个过渡期，欧盟法律将继续在一个定时期内执行，未来欧盟法在英国的地位还没有完全确定。

### 司法机关
绝对的议会主权的理论不断被挑战，最重要的挑战是法治对议会主权的限制。2005年的Jackson案中，法官明确提出了议会主权不是绝对权力的观点。

### 国际法对议会主权的冲击
国际公法（public international law）对英国国内法有相当重要的影响。二战过后，随着全球化全球治理（global governance）和人权保护框架的发展，西方国家绝对国家主权概念慢慢被侵蚀。
首先，国际法的效力直接大于英国国内法，冲击议会主权原理。
国际公法被分为条约和习惯法。条约是指国家间或有订约能力的国际组织间，签订的有国际法效力的、有法律约束力的成文文件，一般还需要经过议会批准方可执行。条约必须由双方自愿签订，一旦签订，就必须认真执行。国际习惯法，是指国际间某些统一的、不间断的行为。国际习惯法为由广泛的法律效力，不需要签订和通过。传统上，国际法和国内法是互不干涉的两个范畴，但是，现实中，国际法已经是国内法一个重要来源，地位也高于国内法。在英国，订立国际条约是由政府行使的君主特权，但是，需要得到议会的通过才能成为国内法，这被称为是二元立法，目的是防止政府利用国际法绕过议会行使超越宪法的权力。而国际习惯法可以直接在英国国内使用，法院在国内判例法和国际习惯法相冲突的时候需要采用国际习惯法。当国际法和国内法产生冲突的时候，国际法处于优先地位，法院裁判的时候会首先假设议会不会允许违背国际法。
第二，英国司法管辖权也受到国际法的冲击。
司法管辖权是国家主权的主要表现形式。一般来说，司法管辖权的行使应该只采用国内法，司法管辖权有五种形式：
1. 国土管辖（Territoriality Principle）
2. 国籍管辖（Nationality Principle）
3. 主动人员管辖（Passive Personality Principle）
4. 普遍管辖（Universality Principle）
5. 国家保护性管辖（Protection Principle）

### 人权
经过第一次、第二次世界大战，人类遭受了惨痛的人道主义灾难。由美苏中英法五位常任理事国为首的联合国总结了惨痛的经验，于1946年成立了联合国人权委员会，并在1948年颁布了《世界人权宣言》。
基于世界人权宣言，欧洲国家在1953年开始执行歐洲人權公約,并且在1959年根据该公约成了建立的超国家的歐洲人權法院，但是歐洲人權法院审判人权案件漫长而又昂贵，1998年，英国通过了1998年人权法令，并且在2000年开始正式实施。
1998年人权法令，开始了人权案件的国内审判，大大降低了人权案件的审判难度和歐洲人權公約的执行难度。
1998年人权法令的主要内容主要包括了以下几个方面：
1. 将人权案件的审判带回国内法庭。
2. 国家机关，包括法庭的活动，不能和歐洲人權公約的规定相抵触。
3. 立法机关产生的法令，法院有权判定是否违反歐洲人權公約（但無權將其推翻）。
4. 如果违反公约，国内法官有权给予补偿。

1998年人权法令，實質上限制了议会的绝对权力，是对议会主权原则的又一次挑战。

## 历史
1800年爱尔兰和大不列颠王国的统一，联合王国正式形成，也代表着英国（联合王国）宪法的正式开始。但是英国宪法的历史，远远早于1800年联合王国的正式形成。
在诺曼底公爵征服者威廉1066年入侵英格兰以前，英国大部分还是法外之地，为了方便统治，征服者威廉开始在英格兰建立普通法系统，英格兰当时正处于封建社会，只有12%的人口是自由人，1190年狮心王理查德和其继任国王约翰，加入了第三次十字军东征，为了筹得战争经费而征税，遭到了贵族的反对，国王被迫和贵族签订了1215年《大宪章》，大宪章规定了召开议会，公平的审判制度，和迁徙自由等原则，大大限制了国王的绝对权力。。但是，后来的国王们都拒绝执行大宪章，导致了第一次贵族战争。1217年亨利三世签署了《森林宪章》，再一次确定了王权也受到法律的限制。1348年英国受到黑死病打击，失去了1/3的人口，为了保障充足的劳工，英国颁布了1351年劳工法，禁止了工资上涨，从而引起了1381年农民起义。起义虽然失败，但是英国封建制度受到了致命打击。
1534年亨利八世和罗马教皇脱离，建立了英国国教，随后在1535年把威尔士纳入了英国的版图。亨利八世死后，经过一系列权力斗争，伊丽莎白一世在1558年取得王位，在她统治的50年中，英国工商业迎来了大发展，加快了对外殖民的速度，英国东印度公司成立垄断了对印度贸易，北美洲的伦敦公司，維吉尼亞公司，马萨诸塞公司相继成立，北美殖民地开始了大发展。
伊丽莎白一世死后没有留下子嗣，苏格兰国王詹姆斯六世继承了英格兰的王位，成了英格兰国王詹姆斯一世，詹姆斯一世试图加强王权，但是，英国法官通过一系列判例，进一步限制了王权，特别是确定了国王不能干涉法院的判决，限制了君主特权的范围，禁止了君主特权的增加。1625年，查理一世继任王位，继续争取扩大王权和征税权，和议会爆发激烈冲突，引发了1642年英国内战，1649年查理一世战败后被处死，英国由独裁者理查德·克伦威尔统治。
1660年克伦威尔死后，英国恢复君主制，查理二世即位，继续寻求扩大王权。1688年，英国议会邀请奥兰治亲王威廉到英国取代詹姆士二世。经过短暂的冲突，詹姆士二世国王流亡海外，威廉成为了英国的威廉三世国王。这被称为光荣革命。光荣革命后，议会通过了《1689年权利法令》巩固其地位，确定了议会主权原理。1703年通过Ashby v White确定了公民的选举权，英国宪法进入了快速发展时期。
1694年，英国中央银行英格兰银行成立，1700年由通过了解决法令，确定了司法独立，1706年，1707年，英格兰和苏格兰议会合并。新的联盟成立不久，英国经济受到西班牙王位继承战争的影响而崩溃，1721年辉格党人在罗伯特·沃波尔的领导下保持议会多数席位长达21年(1721-1742)，带领英国成功走出了经济危机，罗伯特·沃波尔成为了英国事实上的第一位首相。1765年，Entick v Carrington案确定了政府只能在法律许可下行政的原则。1772年 Somerset v Stewart案，废除了英国本土的奴隶制度，但是废奴和征税权问题，成为了1776年美国独立战争的导火线之一。1788年，英国开始殖民澳大利亚，1789年法国大革命爆发，法国废除君主，英国社会受到严重冲击，自由思潮开始在英国泛滥，1800年英国和爱尔兰合并,民主和自由的基本原则在宪法里得到确定。
19世纪初期，英国完成了第一次工业革命，资本主义得到快速发展，社会贫富悬殊加大，虽然1832年改革法令给予了更多人投票权（但是只限于拥有财产的人），同时1833年废奴法令整个大英帝国废除了奴隶贸易。但是英国的社会矛盾越来越尖锐，1834年，Lovelass等人成立工会被流放到澳大利亚，引起全国范围内的示威，1838年爆发了持续了十年的工人阶级要求普选等社会政治改革的宪章运动。1848年欧洲大革命爆发，英国社会受到严重冲击，逐步开始了更大范围的政治改革。1867年第二次改革法令,给予了中产阶级选举权，1870年基础教育法令普及了义务教育，1871年工会法令,工会合法化。1884年人民代表法令进一步扩大选举权。
进入二十世纪，英国又发生了巨大的社会和宪法变革，工人运动迅速发展，1906年自由党在工会支持下成功当选后，立法保障了组织工会和罢工的自由，最低工资保障，养老金保障。1911年自由党提出“人民预算”向富裕阶层加大征税，但是收到了上议院的否决，随后下议员通过了1911年议会法令，剥夺了上议院部分否决权。
随后，英国进入了第一次世界大战，英国社会受到严重打击，1918年人民法令，给予了所有成年男性选举权。经过抗争，1928年人民代表法令给予了所有成年女性的选举权。英国正式进入了民主社会。第一次世界大战也引发了了爱尔兰独立战争，1920年南北爱尔兰分裂，北爱继续留在联盟之内。经过第二次世界大战，联合国成立，英国成为了联合国安理会常任理事国，但是大英帝国开始解体。为了防止再次出现三次世界大战的惨剧，1950年欧洲理事会建立并起草了欧洲人权公约，为了防止再次出现冲突和战争，欧洲开始整合，欧洲共同体成立，并在1992年成为了欧洲联盟。英国在1972年加入了欧洲共同体。
进入1990年代，英国政府开始去中心化，下放权力到联盟各国，苏格兰议会，威尔士议会，北爱尔兰议会相继成立，1998年星期五协议，持续多年的北爱尔兰冲突结束。1998年人权法令，将人权案件继续简化。2016年全民公投脱欧，經過了好幾年與歐洲聯盟與英國議會的協商，英国於2020年12月31日正式脱离欧洲联盟。
前司法大臣多米尼克·拉布曾試圖用2022年「權利法案」法案（Bill of Rights Bill）廢除和取代1998年人權法令。政府於2023年放棄了立法計畫。

## 延伸閱讀
- AW Bradley and KD Ewing, Constitutional and Administrative Law (2010)
- Report on the British constitution and proposed European constitution by Professor John McEldowney, University of Warwick Submitted as written evidence to the House of Lords Select Committee on the Constitution, published to the public on 15 October 2003.
- From Unwritten to Written: Transformation in the British Common-Law Constitution, David Jenkins, 2003
- Colin Turpin and Adam Tomkins, British Government and the Constitution, 7th edition, Cambridge University Press

Articles
- Andrew Blick, 'Magna Carta and contemporary constitutional change （页面存档备份，存于）' (History and Policy, 2015)
- Conor Gearty, 'Are judges now out of their depth?' (2007)
- Pike, Luke Owen. . London: Oxford University Press. 1907.